# Radoszynka
Radoszynka (ukr. Радошинка) – wieś na Ukrainie w rejonie koszyrskim obwodu wołyńskiego.

## Historia
Pod koniec XIX w. wieś w gminie Soszyczno, w powiecie kowelskim.